# Santiago Tilantongo
Santiago Tilantongo är en kommun i Mexiko.   Den ligger i delstaten Oaxaca, i den sydöstra delen av landet, 300 km sydost om huvudstaden Mexico City. Antalet invånare är 474.
Följande samhällen finns i Santiago Tilantongo:
- El Progreso
- Las Flores Tilantongo
- Zaragoza
- La Providencia
- General Vicente Guerrero
- Buenavista
- El Socorro